# De IJsel (bedrijf)
De IJsel was van 1916 tot 1972 een metaalbedrijf in de Nederlandse plaats Dieren. Het bedrijf was bekend van producten die verkocht werden onder de merknaam EDY.
In de regio van de Oude IJssel en omgeving was rond de ijzervormende industrie in de loop van de 19e eeuw ook kennis van het emailleren op industriële schaal ontstaan. Er kwamen daarbij ook zelfstandige emailleerbedrijven zoals in 1916 de NV Emailleerfabriek 'De IJsel'. Deze vennootschap opende dat jaar aan het Apeldoorn-Dierens kanaal een bescheiden fabrieksgebouw met kantoor (een bedrijf van circa 1300 m²) naar ontwerp van E G Wentink, Utrecht. Men startte met een 35-tal arbeiders, twee moffelovens en een smeltoven. In 1920 werd het emailleerbedrijf uitgebreid met een eigen perserij en kon men eigen producten aan het bedrijf toevoegen. In 1929 werden de ovens omgebouwd tot gasovens, gevoed door een eigen generatorgasfabriek, wat een verbetering van de kwaliteit en de productie betekende. Ondanks de crisis wist het bedrijf in de jaren dertig te groeien: in 1934 werd de gasoven-installatie vergroot, kwam er een laboratorium en een nieuw magazijn, in 1936 werd een afdeling reclameborden opgezet. Na een studiereis in de Verenigde Staten van J.A. Schotsman, de zoon van de directeur, nam het bedrijf in 1939 - als eerste in Nederland - een continue emailleeroven in gebruik, inclusief een mechanisatie van de beitserij en ontvetterij. Het fabriekscomplex besloeg met al die uitbreidingen aan de vooravond van de Tweede Wereldoorlog 20.000 m².

## Naoorlogse groei
Na gedwongen stilstand tijdens de bezetting kon in augustus 1945 de productie hervat worden. En door het grotendeels wegvallen van de Duitse concurrentie konden er grote exportsuccessen geboekt worden. In 1950 kwam een tweede tunneloven. De jaren vijftig leidden tot een verdere diversificatie: in 1953 startte men met de vervaardiging van aluminium huishoudelijke artikelen (die in 1954 in een aparte nv werd ondergebracht). Belangrijker nog was de start van de fabricage van geheel geëmailleerde wasmachines en centrifuges, ook in 1953. In 1959 nog werd De IJsel verkooporganisatie voor de producent van plastic huishoudelijke artikelen Multiplastic te Zevenaar. En in datzelfde jaar begon de vervaardiging van geëmailleerde bouwpanelen, op basis van een licentie van het Amerikaanse Seaporcel Metals te New York. Al met al leidde dit tot een grote uitbreiding van het bedrijfvloeroppervlak en het aantal werknemers. Midden jaren zestig werkten er circa 700 man op 35.000 m², die deels eigen producten (waaronder circa 2000 wasmachines/centrifuges per week) maakten maar ook veel toeleveringsproducten voor derden. 'De IJsel' beschikte over een eigen metaalwarenfabriek en gereedschapsmakerij.

## Neergang
De jaren zestig waren qua productie en werkgelegenheid een hoogtepunt maar ook meestal verliesgevend. Nadat tevergeefs een fusiepartner was gezocht ging een overgrote meerderheid van de aandeelhouders na aanvankelijke aarzeling in 1969 akkoord met een verkoop aan het handelshuis annex industrieel verzamelconcern Hagemeijer. Er werkten toen nog een kleine 350 personen. Vervolgens was het vrij snel gedaan met de basisactiviteit, de emailleerafdeling en potten & pannenfabricage. Deze werd in 1972 overgeheveld naar een ander, wel rendabel, dochterbedrijf van Hagemeijer, Beccon. De al langer zelfstandige Edy Wasapparaten BV bleef achter maar ging ten slotte ook ten onder.